# Canoë-Kayak Club agenais
 (septembre 2018).
Si vous disposez d'ouvrages ou d'articles de référence ou si vous connaissez des sites web de qualité traitant du thème abordé ici, merci de compléter l'article en donnant les références utiles à sa vérifiabilité et en les liant à la section « Notes et références ».
Le Canoë-Kayak Club agenais (C.K.C.A.) est une association sportive de canoë-kayak installée à Agen, en France.
C'est un club pratiquant le kayak polo à haut niveau, il y a deux équipes, une en 1re Division et une autre en National 3.

## Personnalités du club

### Joueurs de kayak-polo
| # | Nom                | Âge |
| - | ------------------ | --- |
| 2 | Henri-pierre Goder | 20  |
| 3 | Kévin Ross         | 23  |
| 4 | Martin Brodoux     | 30  |
| 5 | Alexis Sejourne    | 32  |
| 6 | Philippe Pfister   | 42  |
| 7 | Thibault Chanuc    | 32  |
| 8 | Benjamin Gouyou    | 26  |
| 9 | Kévin Lemenaheze   | 29  |

| # | Nom              |
| - | ---------------- |
| 3 | Marc Antoine     |
| 4 | Martin Brodoux   |
| 5 | Alexis Sejourne  |
| 6 | Paul Guillard    |
| 7 | Thibault Chanuc  |
| 8 | Benjamin Gouyou  |
| 9 | Kévin Lemenaheze |

| # | Nom              |
| - | ---------------- |
| 2 | Manuel Courtin   |
| 4 | Martin Brodoux   |
| 5 | Alexis Sejourne  |
| 6 | Thibaud Salbaing |
| 7 | Thibault Chanuc  |
| 8 | Benjamin Gouyou  |

| # | Nom              |
| - | ---------------- |
| 2 | Manuel Courtin   |
| 4 | Martin Brodoux   |
| 5 | Alexis Sejourne  |
| 6 | Thibaud Salbaing |
| 7 | Benjamin Gouyou  |
| 8 | Anthony Courtin  |

| # | Nom               |
| - | ----------------- |
| 2 | Manuel Courtin    |
| 3 | Christophe Chanuc |
| 4 | Martin Brodoux    |
| 5 | Alexis Sejourne   |
| 6 | Thibaud Salbaing  |
| 8 | Anthony Courtin   |

| # | Nom               |
| - | ----------------- |
| 2 | Manuel Courtin    |
| 3 | Christophe Chanuc |
| 4 | Martin Brodoux    |
| 5 | Alexis Sejourne   |
| 6 | Thibaud Salbaing  |
| 7 | Thibault Chanuc   |
| 8 | Anthony Courtin   |

| # | Nom               |
| - | ----------------- |
| 2 | Manuel Courtin    |
| 3 | Christophe Chanuc |
| 4 | Martin Brodoux    |
| 5 | Anthony Courtin   |
| 6 | Thibaud Salbaing  |
| 7 | Thibault Chanuc   |

| Nom               | Note                                                        |
| ----------------- | ----------------------------------------------------------- |
| Thibaud Chanuc    | membre de l'équipe de France de kayak-polo masculin en 2008 |
| Christophe Chanuc |                                                             |
| Manuel Courtin    | membre de l'équipe de France de kayak-polo masculin en 2008 |
| Anthony Courtin   |                                                             |
| Martin Brodoux    | membre de l'équipe de France de kayak-polo masculin en 2008 |
| Thibault Salbaing |                                                             |

## Palmarès
Le palmarès du club est :

### Équipe masculine
L'équipe masculine remporte deux titres de Championnat de France N1, en 1999 et 2003 et termine de nombreuses fois sur le podium.
En Championnat de France N1 :
- 1991 : 8e
- 1992 : 7e
- 1993 : 7e
- 1994 : 5e
- 1995 : 5e
- 1996 : 2e
- 1997 : 5e
- 1998 : 2e
- 1999 : 1re
- 2000 : 4e
- 2001 : 4e
- 2002 : 2e
- 2003 : 1re
- 2004 : 2e
- 2005 : 2e
- 2006 : 4e
- 2007 : 3e
- 2008 : 2e
- 2009 : 2e
- 2010 : 2e
- 2011 : 2e
- 2012 : 3e
- 2013 : 3e
- 2014 : 3e
- 2015 : 3e

au tournoi des As :
- 2006 : 3e
- 2007 : ABS
- 2008 : ABS
- 2009 : 1re
- 2010 : 2e
- 2011 : 3e
- 2012 : 6e
- 2013 : 6e
- 2014 : 3e
- 2015 : 3e

L'équipe remporte trois Coupe de France, en 1998, 2003 et 2007.
- 1991 : 5e
- 1994 : 7e
- 1995 : 5e
- 1996 : 4e
- 1998 : 1re
- 1999 : 11e
- 2000 : 3e
- 2001 : 3e
- 2002 : 3e
- 2003 : 1re
- 2004 : 2e
- 2006 : 2e
- 2007 : 1re
- 2008 : 2e
- 2010 : 5e
- 2011 : 2e
- 2012 : 5e
- 2013 : 6e
- 2014 : 7e
- 2015 : 4e

### Kayak-polo Sénior Féminin
L'équipe féminine termine deux fois sur le podium de Nationale 2
| 1994 : | 5e | N1 |
| 2004 : | 5e | N2 |
| 2005 : | 2e | N2 |
| 2006 : | 3e | N2 |

En Coupe de France :
- 1991 : 4e
- 1994 : 6e

### Kayak-polo Sénior Hommes Équipe 2
L'équipe 2 masculine remporte deux titres de Nationale 2 :
| 1991 : | 5e  | N2                       |
| 1996 : | 3e  | N3                       |
| 1997 : | 13e | N2                       |
| 1999 : | 4e  | N3                       |
| 2000 : | 3e  | N3                       |
| 2001 : | 3e  | N2                       |
| 2002 : | 1re | N2                       |
| 2003 : | 3e  | N2                       |
| 2004 : | 5e  | N2                       |
| 2005 : | 1re | N2                       |
| 2006 : | 9e  | N2                       |
| 2008 : | 17e | N3                       |
| 2009 : | 4e  | N4 (classement zone sud) |
| 2010 : | 2e  | N4                       |
| 2011 : | 11e | N3                       |
| 2012 : | 14e | N3                       |

En  Coupe de France ;
- 1996 : 14e
- 1999 : 12e
- 2001 : 7e
- 2002 : 10e
- 2003 : 13e

### Liens annexes
- Kayak-polo